# Nahum Admoni
‎
Nahum Admoni, poljsko-izraelski obveščevalec in častnik, * 1929, Jeruzalem.

## Življenjepis
Rodil se je v družini poljskih Judov, ki so se preselili v Izrael. V mladosti se je zelo zanimal za učenje tujih jezikov, tako da mu je to znanje omogočilo vstop v obveščevalno dejavnost. 
Med izraelsko osamosvojitveno vojno je postal obveščevalni častnik. Izrael ga je nato poslal v ZDA, kjer je na Univerzi Berkeley študiral mednarodne odnose. Po vrnitvi domov je postal profesor tega predmeta na Mosadovi akademiji v Tel Avivu. 
Pozneje je začel delovati na »terenu« in sicer v Etiopiji, Franciji in ZDA. Na teh poteh je vzpostavil tesne delovne odnose s CIO, kar mu je pomagalo v poznejšem delu, saj je leta 1982 postal generalni direktor Mosada. Na tem položaju je ostal do leta 1990.